# غلوفر تيكسيرا
غلوفر لوكاس تيكسيرا (بالبرتغالية: Glover Lucas Teixeira؛ مواليد 28 أكتوبر 1979) هو مُقاتل فنون قتالية مختلطة محترف سابق أمريكي من أصل برازيلي. نافس في فئة وزن خفيف الثقيل في يو إف سي، حيث كان بطل يو إف سي لوزن خفيف الثقيل سابقًا. تيكسيرا عضو سابق في فريق المصارعة الوطني البرازيلي وتنافس في وورلد إكستريم كايج فايتينج وإمباكت إف سي وبطولة قصر القتال وشوتو. وهو ثاني أكبر بطل في التاريخ في يو إف سي بعد راندي كوتور وأكبر بطل لأول مرة في تاريخ يو إف سي.

## مسيرته في فنون القتال المختلطة

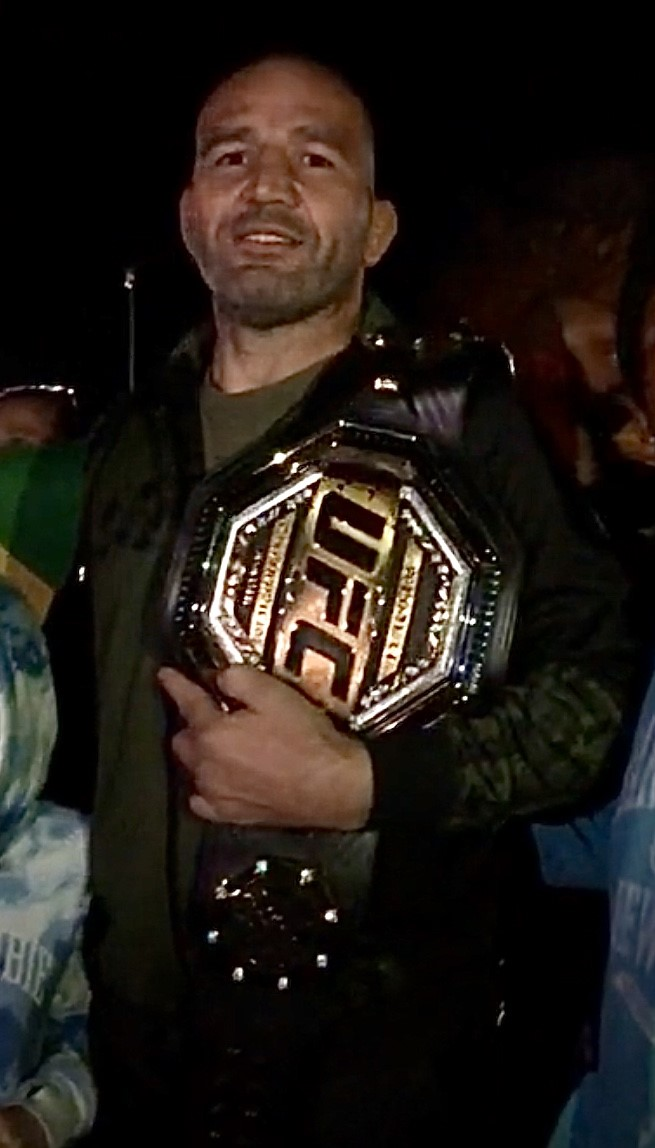
جلوفر تيكسيرا في منزله مع حزام البطولة في 1 نوفمبر 2021.

حصل تيكسيرا على حزامه الأسود من الدرجة الثامنة في رياضة كيمبو هاواي تحت إشراف هاكلمان، مالك فنون القتال في الحفرة؛ وحصل على حزامه الأسود في رياضة الجيو جيتسو البرازيلية تحت إشراف لويجي مونديلي، المدرب الرئيسي لفريق الفريق الأمريكي الأول كونيتيكت، وحصل على حزامه الأسود في رياضة فالي تودو تحت إشراف ماركو رواس من طرق فالي تودو. كما حصل تيكسيرا على شهادة كروس فت.

### يو إف سي
في 21 فبراير 2012، أُعلن أن تيكسيرا قد وقع عقدًا مع يو إف سي وسيظهر لأول مرة في أوائل صيف 2012.
شارك تيكسيرا لأول مرة في يو إف سي في 26 مايو 2012 في حدث يو إف سي 146، حيث واجه كايل كينغزبيري. وبعد تبادل سريع، فاز تيكسيرا بالإخضاع في الدقيقة 1:53 من الجولة الأولى.

## مسيرته في مصارعة التماسك بالأيدي
نافس غلوفر ضد أنتوني سميث في الحدث الرئيسي المشترك لبطولة يو إف سي فايت باس دعوة 4 في 29 يونيو 2023. وفاز بالنزال بالقرار.

## البطولات والإنجازات

### فنون القتال المختلطة
- يو إف سي
  - بطولة يو إف سي لوزن خفيف الثقيل (مرة واحدة)
  - أكبر عدد إنهاءات في تاريخ فئة وزن خفيف الثقيل في يو إف سي (13)[11]
  - أكبر عدد من عمليات الإخضاع في تاريخ فئة وزن خفيف الثقيل في يو إف سي (7)[12]
  - ثاني أكبر عدد من الانتصارات في تاريخ فئة وزن خفيف الثقيل في يو إف سي (16)[13]
  - أكثر محاولات الإخضاع في تاريخ فئة وزن خفيف الثقيل في يو إف سي (16)[13]
  - أطول وقت في المركز الأعلى في تاريخ فئة وزن خفيف الثقيل في يو إف سي (1:12:16)[13]
  - ثالث أكثر عدد من النزالات في تاريخ فئة وزن خفيف الثقيل في يو إف سي (23)[13]
  - ثاني أطول وقت قتال في تاريخ فئة وزن خفيف الثقيل في يو إف سي (4:25:06)[13]
  - ثالث أطول وقت سيطرة في تاريخ فئة وزن خفيف الثقيل في يو إف سي (1:18:33)[13]
  - ثاني أهم الضربات التي وجهت في تاريخ فئة وزن خفيف الثقيل في يو إف سي (953)[13]
  - ثاني أكبر عدد من الضربات في تاريخ فئة وزن خفيف الثقيل في يو إف سي (1609)[13]
  - خامس أكبر عدد من عمليات الإسقاط في تاريخ فئة وزن خفيف الثقيل في يو إف سي (36)[13]
  - الوافد الجديد للعام 2012[14]
  - أداء الليلة (أربع مرات) ضد رشاد إيفانز، أيون كوتيلابا، أنتوني سميث، ويان بلاهوفيتش[15][16][17]
  - أفضل ضربة قاضية في الليلة (مرة واحدة) ضد ريان بدر
  - أفضل إخضاع في الليلة (مرة واحدة) ضد جيمس تي هونا
  - قتال الليلة (أربع مرات) ضد أوفينس سينت برويس، ألكسندر غوستافسون، يري بروهاسكا، وجمال هيل[18][19][20][21]
    - أكبر عدد من المكافآت بعد القتال في تاريخ فئة وزن خفيف الثقيل في يو إف سي (10)[13]
    - قتال العام 2022 ضد يري بروهاسكا[22]
- شوتو
  - بطولة أمريكا الجنوبية لوزن 220 رطلاً (مرة واحدة)
- شيردوغ
  - أفضل ضرب في الأرض 2012 ضد فابيو مالدونادو[23]
  - الفريق الثاني لكل العنف 2012
  - الفريق الثالث لكل العنف 2013
  - أفضل ضرب في الأرض 2020 ضد Anthony Smith[24]
  - قتال العام 2022 ضد يري بروهاسكا[25]
- تي إن تي سبورتس
  - عودة العام 2020[26]
- كومبات بريس
  - عودة العام 2020 ضد تياغو سانتوس[27]
  - أفضل مقاتل عائد لعام 2020[28]
- جوائز فنون القتال المختلطة العالمية
  - قتال العام 2022 ضد يري بروهاسكا في يو إف سي 275[29]
- إي إس بي إن
  - قتال العام 2022 ضد يري بروهاسكا[30]
- كيج سايد بريس
  - قتال العام 2022 ضد يري بروهاسكا في يو إف سي 275[31]
- نشرة ريسلينغ أوبزرفر الإعلامية
  - نزال فنون القتال المختلطة لهذا العام 2022 ضد يري بروهاسكا في يو إف سي 275[32]

### مصارعة التماسك بالأيدي
- كوينتيت ألترا
  - فريق دبليو إي سي 2019 فريق مصارعة التماسك بالأيدي للبقاء على قيد الحياة

## سجل فنون القتال المختلطة
| السجل المهني |        |         |
| 42 نزال      | 33 فوز | 9 خسارة |
| ضربة قاضية   | 18     | 3       |
| إخضاع        | 10     | 1       |
| قرار القضاة  | 5      | 5       |

| النتيجة | السجل | الخصم                   | الطريقة                             | الحدث                                        | التاريخ        | الجولة | الوقت | المكان                                | الملاحظات                                                         |
| ------- | ----- | ----------------------- | ----------------------------------- | -------------------------------------------- | -------------- | ------ | ----- | ------------------------------------- | ----------------------------------------------------------------- |
| خسر     | 33–9  | جمال هيل                | قرار القضاة (بالإجماع)              | يو إف سي 283                                 | 21 يناير 2023  | 5      | 5:00  | ريو دي جانيرو، البرازيل               | على لقب بطولة يو إف سي لوزن خفيف الثقيل الشاغر. قتال الليلة.      |
| خسر     | 33–8  | يري بروهاسكا            | إخضاع (خنق خلفي عاري)               | يو إف سي 275                                 | 11 يونيو 2022  | 5      | 4:32  | كالانغ، سنغافورة                      | على لقب بطولة يو إف سي لوزن خفيف الثقيل. قتال الليلة. قتال العام. |
| فاز     | 33–7  | يان بلاهوفيتش           | إخضاع (خنق خلفي عاري)               | يو إف سي 267                                 | 30 أكتوبر 2021 | 2      | 3:02  | أبو ظبي، الإمارات العربية المتحدة     | فاز بلقب بطولة يو إف سي لوزن خفيف الثقيل. أداء الليلة.            |
| فاز     | 32–7  | تياغو سانتوس            | إخضاع (خنق خلفي عاري)               | يو إف سي ليلة القتال: سانتوس ضد تيكسيرا      | 7 نوفمبر 2020  | 3      | 1:49  | لاس فيغاس، نيفادا، الولايات المتحدة   |                                                                   |
| فاز     | 31–7  | أنتوني سميث             | ضربة فنية قاضية (باللكمات)          | يو إف سي ليلة القتال: سميث ضد تيكسيرا        | 13 مايو 2020   | 5      | 1:04  | جاكسونفيل، فلوريدا، الولايات المتحدة  | أداء الليلة.                                                      |
| فاز     | 30–7  | نيكيتا كريلوف           | قرار القضاة (بالانقسام)             | يو إف سي ليلة القتال: كاوبوي ضد غيثي         | 14 سبتمبر 2019 | 3      | 5:00  | فانكوفر، كولومبيا البريطانية، كندا    |                                                                   |
| فاز     | 29–7  | أيون كوتيلابا           | إخضاع (خنق خلفي عاري)               | يو إف سي ليلة القتال: جاكاري ضد هيرمانسون    | 27 أبريل 2019  | 2      | 3:37  | صنرايز، فلوريدا، الولايات المتحدة     | أداء الليلة.                                                      |
| فاز     | 28–7  | كارل روبرسون            | إخضاع فني (خنق مثلث الذراع)         | يو إف سي ليلة القتال: سيهودو ضد ديلاشو       | 19 يناير 2019  | 1      | 3:21  | بروكلين، نيويورك، الولايات المتحدة    |                                                                   |
| خسر     | 27–7  | كوري أندرسون            | قرار القضاة (بالإجماع)              | يو إف سي ليلة القتال: شوغون ضد سميث          | 22 يوليو 2018  | 3      | 5:00  | هامبورغ، ألمانيا                      |                                                                   |
| فاز     | 27–6  | ميشا سيركونوف           | ضربة فنية قاضية (باللكمات)          | يو إف سي على فوكس: لولر ضد دوس أنجوس         | 16 ديسمبر 2017 | 1      | 2:45  | وينيبيغ، مانيتوبا، كندا               |                                                                   |
| خسر     | 26–6  | ألكسندر غوستافسون       | ضربة قاضية (باللكمات)               | يو إف سي ليلة القتال: غوستافسون ضد تيكسيرا   | 28 مايو 2017   | 5      | 1:07  | ستوكهولم، السويد                      | قتال الليلة.                                                      |
| فاز     | 26–5  | جاريد كانونير           | قرار القضاة (بالإجماع)              | يو إف سي 208                                 | 11 فبراير 2017 | 3      | 5:00  | بروكلين، نيويورك، الولايات المتحدة    |                                                                   |
| خسر     | 25–5  | أنتوني جونسون           | ضربة قاضية (بلكمة)                  | يو إف سي 202                                 | 20 أغسطس 2016  | 1      | 0:13  | لاس فيغاس، نيفادا، الولايات المتحدة   |                                                                   |
| فاز     | 25–4  | رشاد إيفانز             | ضربة قاضية (باللكمات)               | يو إف سي على فوكس: تيكسيرا ضد إيفانز         | 16 أبريل 2016  | 1      | 1:48  | تامبا، فلوريدا، الولايات المتحدة      | أداء الليلة.                                                      |
| فاز     | 24–4  | باتريك كامينز           | ضربة فنية قاضية (باللكمات)          | يو إف سي ليلة القتال: بيلفور ضد هندرسون 3    | 7 نوفمبر 2015  | 2      | 1:12  | ساو باولو، البرازيل                   |                                                                   |
| فاز     | 23–4  | أوفينس سينت برويس       | إخضاع فني (خنق خلفي عاري)           | يو إف سي ليلة القتال: تيكسيرا ضد سانت بريوكس | 8 أغسطس 2015   | 3      | 3:10  | ناشفيل، تينيسي، الولايات المتحدة      | قتال الليلة.                                                      |
| خسر     | 22–4  | فيل ديفيس               | قرار القضاة (بالإجماع)              | يو إف سي 179                                 | 25 أكتوبر 2014 | 3      | 5:00  | ريو دي جانيرو، البرازيل               |                                                                   |
| خسر     | 22–3  | جون جونز                | قرار القضاة (بالإجماع)              | يو إف سي 172                                 | 26 أبريل 2014  | 5      | 5:00  | بالتيمور، ميريلاند، الولايات المتحدة  | على لقب بطولة يو إف سي لوزن خفيف الثقيل.                          |
| فاز     | 22–2  | ريان بدر                | ضربة فنية قاضية (باللكمات)          | يو إف سي ليلة القتال: تيكسيرا ضد بدر         | 4 سبتمبر 2013  | 1      | 2:55  | بيلو هوريزونتي، البرازيل              | أفضل ضربة قاضية في الليلة.                                        |
| فاز     | 21–2  | جيمس تي هونا            | إخضاع فني (خنق المقصلة)             | يو إف سي 160                                 | 25 مايو 2013   | 1      | 2:38  | لاس فيغاس، نيفادا، الولايات المتحدة   | أفضل إخضاع في الليلة.                                             |
| فاز     | 20–2  | كوينتون جاكسون          | قرار القضاة (بالإجماع)              | يو إف سي على فوكس: جونسون ضد دودسون          | 26 يناير 2013  | 3      | 5:00  | شيكاغو، إلينوي، الولايات المتحدة      |                                                                   |
| فاز     | 19–2  | فابيو مالدونادو         | ضربة فنية قاضية (إيقاف الطبيب)      | يو إف سي 153                                 | 13 أكتوبر 2012 | 2      | 5:00  | ريو دي جانيرو، البرازيل               |                                                                   |
| فاز     | 18–2  | كايل كينغزبيري          | إخضاع فني (خنق مثلث الذراع)         | يو إف سي 146                                 | 26 مايو 2012   | 1      | 1:53  | لاس فيغاس، نيفادا، الولايات المتحدة   |                                                                   |
| فاز     | 17–2  | ريكو رودريغيز           | ضربة فنية قاضية (خضوع للكمات)       | فنون القتال المختلطة ضد حمى الضنك            | 27 نوفمبر 2011 | 1      | 1:58  | ريو دي جانيرو، البرازيل               |                                                                   |
| فاز     | 16–2  | مارفن إيستمان           | ضربة قاضية (بلكمة)                  | شوتو برازيل: الكفاح من أجل بوب               | 25 أغسطس 2011  | 1      | 4:00  | ريو دي جانيرو، البرازيل               |                                                                   |
| فاز     | 15–2  | أنطونيو مينديز          | إخضاع (خنق خلفي عاري)               | شوتو البرازيل 24                             | 5 أغسطس 2011   | 1      | 4:06  | برازيليا، البرازيل                    | فاز بلقب بطولة شوتو أمريكا الجنوبية للوزن 220 رطلاً.               |
| فاز     | 14–2  | مارسيو كروز             | ضربة فنية قاضية (باللكمات)          | نادي القتال 1: نجوم برازيليون                | 20 يوليو 2011  | 2      | 4:21  | ريو دي جانيرو، البرازيل               |                                                                   |
| فاز     | 13–2  | سيماو ميلو دا سيلفا     | ضربة قاضية (باللكمات)               | شوتو البرازيل 23                             | 4 يونيو 2011   | 1      | 1:49  | ريو دي جانيرو، البرازيل               |                                                                   |
| فاز     | 12–2  | دانييل تابيرا           | قرار القضاة (بالإجماع)              | قتال بيتيتي 8: 100 عام في كورينثيانز         | 4 ديسمبر 2010  | 3      | 5:00  | ساو باولو، البرازيل                   |                                                                   |
| فاز     | 11–2  | ماركو بيسيلج            | ضربة فنية قاضية (باللكمات)          | إمباكت إف سي 2                               | 18 يوليو 2010  | 1      | 3:01  | سيدني، أستراليا                       |                                                                   |
| فاز     | 10–2  | تياجو موناكو توساتو     | ضربة فنية قاضية (باللكمات)          | بيتيتي كومبات إم إم إيه 7                    | 28 مايو 2010   | 1      | 1:27  | ريو دي جانيرو، البرازيل               |                                                                   |
| فاز     | 9–2   | جواكيم فيريرا           | ضربة فنية قاضية (إيقاف الزاوية)     | بيتيتي كومبات إم إم إيه 6                    | 25 فبراير 2010 | 2      | 1:30  | برازيليا، البرازيل                    |                                                                   |
| فاز     | 8–2   | ليوناردو ناسيمنتو لوسيو | إخضاع فني (خنق المقصلة)             | بيتيتي كومبات إم إم إيه 4                    | 12 سبتمبر 2009 | 1      | 3:11  | ريو دي جانيرو، البرازيل               |                                                                   |
| فاز     | 7–2   | باكلي أكوستا            | ضربة فنية قاضية (باللكمات)          | بي إف سي 7: بطولة القتال بالقصر 7            | 20 فبراير 2008 | 1      | 1:00  | ليمووري، كاليفورنيا، الولايات المتحدة |                                                                   |
| فاز     | 6–2   | خورخي أوليفيرا          | ضربة قاضية (باللكمات)               | بي إف سي 6: لا تراجع ولا استسلام             | 17 يناير 2008  | 1      | 0:05  | ليمووري، كاليفورنيا، الولايات المتحدة |                                                                   |
| فاز     | 5–2   | سوكودجو                 | ضربة قاضية (باللكمات)               | دبليو إي سي 24                               | 12 أكتوبر 2006 | 1      | 1:41  | ليمووري، كاليفورنيا، الولايات المتحدة |                                                                   |
| فاز     | 4–2   | جاك موريسون             | إخضاع (خنق خلفي عاري)               | دبليو إي سي 22                               | 28 يوليو 2006  | 1      | 1:27  | ليمووري، كاليفورنيا، الولايات المتحدة |                                                                   |
| فاز     | 3–2   | كارلتون جونز            | ضربة فنية قاضية (باللكمات)          | دبليو إي سي 20                               | 5 مايو 2006    | 1      | 1:57  | ليمووري، كاليفورنيا، الولايات المتحدة |                                                                   |
| خسر     | 2–2   | إد هيرمان               | قرار القضاة (بالإجماع)              | إس إف 9: الاحترام                            | 26 مارس 2005   | 3      | 5:00  | غريشام، أوريغون، الولايات المتحدة     |                                                                   |
| فاز     | 2–1   | جوستين إليسون           | ضربة فنية قاضية (باللكمات)          | إس إف 5: الملعب                              | 28 أغسطس 2004  | 1      | N/A   | غريشام، أوريغون، الولايات المتحدة     |                                                                   |
| فاز     | 1–1   | مات هورويتش             | قرار القضاة (بالإجماع)              | إس إف 3: القبة                               | 17 أبريل 2004  | 3      | 5:00  | غريشام، أوريغون، الولايات المتحدة     |                                                                   |
| خسر     | 0–1   | إريك شوارتز             | ضربة فنية قاضية (بللكمات والمرفقين) | دبليو إي سي 3                                | 7 يونيو 2002   | 2      | 3:33  | ليمووري، كاليفورنيا، الولايات المتحدة |                                                                   |

## نزالات الحدث الرئيسي
| الحدث                                        | التاريخ        | المكان                                     | الموقع                               |
| -------------------------------------------- | -------------- | ------------------------------------------ | ------------------------------------ |
| يو إف سي 283                                 | 21 يناير 2023  | صالة إتش إس بي سي                          | ريو دي جانيرو، البرازيل              |
| يو إف سي 275                                 | 12 يونيو 2022  | ملعب سنغافورة الداخلي                      | كالانغ، سنغافورة                     |
| يو إف سي 267                                 | 30 أكتوبر 2021 | اتحاد أرينا                                | أبو ظبي، الإمارات العربية المتحدة    |
| يو إف سي ليلة القتال: سانتوس ضد تيكسيرا      | 8 نوفمبر 2020  | يو إف سي أبيكس                             | لاس فيغاس، نيفادا، الولايات المتحدة  |
| يو إف سي ليلة القتال: سميث ضد تيكسيرا        | 13 مايو 2020   | الساحة التذكارية للمحاربين القدامى في ستار | جاكسونفيل، فلوريدا، الولايات المتحدة |
| يو إف سي ليلة القتال: غوستافسون ضد تيكسيرا   | 28 مايو 2017   | أفيتشي أرينا                               | ستوكهولم، السويد                     |
| يو إف سي على فوكس: تيكسيرا ضد إيفانز         | 16 أبريل 2016  | أمالي أرينا                                | تامبا، فلوريدا، الولايات المتحدة     |
| يو إف سي ليلة القتال: تيكسيرا ضد سانت بريوكس | 8 أغسطس 2015   | بريدجستون أرينا                            | ناشفيل، تينيسي، الولايات المتحدة     |
| يو إف سي 172: جونز ضد تيكسيرا                | 26 أبريل 2014  | سي إف جي بنك أرينا                         | بالتيمور، ميريلاند، الولايات المتحدة |
| يو إف سي ليلة القتال: تيكسيرا ضد بدر         | 4 سبتمبر 2013  | مينيرينيو أرينا                            | بيلو هوريزونتي، البرازيل             |

## نزالات الدفع مقابل المشاهدة
| #  | الحدث        | القتال              | التاريخ       | المكان                | المدينة                              | المبلغ      |
| -- | ------------ | ------------------- | ------------- | --------------------- | ------------------------------------ | ----------- |
| 1. | يو إف سي 172 | جونز ضد تيكسيرا     | 26 أبريل 2014 | سي إف جي بنك أرينا    | بالتيمور، ميريلاند، الولايات المتحدة | 350،000     |
| 2. | يو إف سي 275 | تيكسيرا ضد بروهاسكا | 12 يونيو 2022 | ملعب سنغافورة الداخلي | كالانغ، سنغافورة                     | لم يُكشف عنه |
| 3. | يو إف سي 283 | تيكسيرا ضد هيل      | 21 يناير 2023 | صالة إتش إس بي سي     | ريو دي جانيرو، البرازيل              | لم يُكشف عنه |

## وصلات خارجية
- غلوفر تيكسيرا على موقع يو إف سي (الإنجليزية)
- غلوفر تيكسيرا على موقع شيردوغ (الإنجليزية)
- غلوفر تيكسيرا على موقع Tapology.com (الإنجليزية)
- غلوفر تيكسيرا على موقع IMDb (الإنجليزية)
- غلوفر تيكسيرا على موقع قاعدة بيانات الفيلم (الإنجليزية)

| الجوائز و الإنجازات | الجوائز و الإنجازات                                                     | الجوائز و الإنجازات |
| ------------------- | ----------------------------------------------------------------------- | ------------------- |
| سبقه يان بلاهوفيتش  | بطل يو إف سي لوزن خفيف الثقيل السادس عشر 30 أكتوبر 2021 – 11 يونيو 2022 | تبعه يري بروهاسكا   |